# Aldoszteron
Az aldoszteron a mineralokortikoidok családjába tartozó szteroid hormon, mely a mellékvesekéreg külső részében (zona glomerulosa) termelődik és a vér nátrium-kálium egyensúlyát hivatott szabályozni.
Elsőként Sylvia Simpson(en) és James Francis Tait(en) izolálta 1953-ban. Nevét az aldehid és szterol szóból kapta.

## Kémiai szerkezete
Mint általánosan a szteroidok, az aldoszteron is egy szteránvázból (gonán alapváz: jellemzően három hat szénatomos és egy öt szénatomos gyűrű) és a hozzá kapcsolódó oldalláncokból épül fel. Ez az szteroid a többi kortikoszteroidtól eltérően a 18-as szénatomon nem metil- (CH3), hanem aldehid- (CHO) csoportot tartalmaz, innen a neve. Apoláris tulajdonságú.

## Élettani szerepe
Fokozza a Na+-ionok visszaszívását, a K+-ionok kiválasztását (ennek egyetlen közvetlen szabályozója) és az aktív Cl− visszaszívást (Henle-kacs).
Aldoszteron felelős a volumenregulációért.